# لينارت لارسون (متزحلق)
لينارت لارسون (بالسويدية: Lennart Larsson)‏ هو متزحلق سويدي، ولد في 7 فبراير 1930 في سكيلفتيا في السويد.

## وصلات خارجية
- لينارت لارسون على موقع الاتحاد الدولي للتزلج (التزلج الريفي) (الإنجليزية)
- لينارت لارسون على موقع أوليمبيديا (الإنجليزية)
- لينارت لارسون على موقع اللجنة الأولمبية السويدية (السويدية)